# Лід-цемент
Лід-цемент, поровий лід (англ. ice cement нім. der Eiszement) — первинний внутрішньоґрунтовий лід, що цементує мінеральні частинки, зерна, уламки візуально однорідної монолітної породи.
Лід-цемент — невід'ємна частина мерзлих порід. Утворює основну масу підземного льоду в кріолітозоні.
Лід-цемент створює особливий тип зв'язку (кріогенний) між мінеральними зернами, який визначає міцнісні і деформаційні властивості породи. У тонкодисперсних породах лід-цемент посилює структурне зчеплення, зумовлене властивостями мінеральних частинок; в грубозернистих — є основною і часто єдиною речовиною, що скріплює раніше не зв'язану породу.
У тонкодисперсних і піщаних породах лід-цемент формує масивну кріогенну текстуру, у великоуламкових породах (розміри зерен льоду до 1,5 см) — коркову і базальну кріогенну текстуру. Лід-цемент легко виявляється при візуальному обстеженні. У мерзлих породах в залежності від міри заповнення пор розрізнюють контактовий, плівковий, поровий, базальний лід-цемент. За загальним вмістом лбоду-цементу у гірських породах виділяють такі їх різновиди: малольодисті пухкі (льоду-цементу не більше 10-15 об'ємних %, а в корінних тріщинуватих породах десяті частки об'ємних %); сильнольодисті пухкі породи (понад 15 об'ємних %, а в торфах понад 50% об'єму породи). Як правило, товща багатолітньомерзлих порід неоднорідна за складом (за рахунок льоду-цементу і льоду включень).